# Divisione Nazionale 1934 (hockey su pista)
La Divisione Nazionale 1934 è stata la 13ª edizione del torneo di primo livello del campionato italiano di hockey su pista.
Lo scudetto è stato conquistato dal Novara per la quinta volta nella sua storia.

## Stagione

### Formula
Il torneo del 1934 si svolse tra 9 squadre e venne strutturato su più fasi.

### Avvenimenti
Dopo le prime due fasi della competizione si qualificarono alla finale di Genova il Novara e il Milan con i piemontesi che uscirono ancora una volta vincitori con il risultato di 3 a 1 laureandosi così per la quinta volta consecutiva campione d'Italia.

## Squadre partecipanti
| Club                | Stagione | Città   |
| ------------------- | -------- | ------- |
| FGC Monza           |          | Monza   |
| Genova              |          | Genova  |
| Mens Sana Siena     | dettagli | Siena   |
| Milan               | dettagli | Milano  |
| Monza GRF M.Bianchi | dettagli | Monza   |
| Novara              | dettagli | Novara  |
| Padova              |          | Padova  |
| Pubblico Impiego    | dettagli | Trieste |
| Roma                |          | Roma    |

## Prima fase

### Girone A

#### Classifica finale
|  | Pos. | Squadra          | Pt | G | V | N | P | GF | GS | DR  |
|  | ---- | ---------------- | -- | - | - | - | - | -- | -- | --- |
|  | 1.   | Milan            | 4  | 2 | 2 | 0 | 0 | 18 | 5  | +13 |
|  | 2.   | Pubblico Impiego | 2  | 2 | 1 | 0 | 1 | 8  | 6  | +2  |
|  | 3.   | Mens Sana Siena  | 0  | 2 | 0 | 0 | 2 | 4  | 19 | -15 |

Legenda:
  Qualificato alla fase finale.
Note:
Due punti a vittoria, uno a pareggio, zero a sconfitta.

#### Risultati
| Genova 27 luglio 1934 | Pubblico Impiego | 6 – 1 | Mens Sana Siena |  |

| Genova 27 luglio 1934 | Mens Sana Siena | 3 – 13 | Milan |  |

| Genova 27 luglio 1934 | Milan | 5 – 2 | Pubblico Impiego |  |

### Girone B

#### Classifica finale
|  | Pos. | Squadra   | Pt | G | V | N | P | GF | GS | DR  |
|  | ---- | --------- | -- | - | - | - | - | -- | -- | --- |
|  | 1.   | Novara    | 4  | 2 | 2 | 0 | 0 | 15 | 2  | +13 |
|  | 2.   | Genova    | 2  | 2 | 1 | 0 | 1 | 6  | 9  | -3  |
|  | 3.   | FGC Monza | 0  | 2 | 0 | 0 | 2 | 3  | 13 | -10 |

Legenda:
  Qualificato alla fase finale.
Note:
Due punti a vittoria, uno a pareggio, zero a sconfitta.

#### Risultati
| Genova 27 luglio 1934 | FGC Monza | 0 – 9 | Novara |  |

| Genova 27 luglio 1934 | Genova | 4 – 3 | FGC Monza |  |

| Genova 27 luglio 1934 | Novara | 6 – 2 | Genova |  |

### Girone C

#### Classifica finale
|  | Pos. | Squadra             | Pt | G | V | N | P | GF | GS | DR  |
|  | ---- | ------------------- | -- | - | - | - | - | -- | -- | --- |
|  | 1.   | Monza GRF M.Bianchi | 4  | 2 | 2 | 0 | 0 | 13 | 4  | +9  |
|  | 2.   | Padova              | 2  | 2 | 1 | 0 | 1 | 12 | 8  | +4  |
|  | 3.   | Roma                | 0  | 2 | 0 | 0 | 2 | 5  | 18 | -13 |

Legenda:
  Qualificato alla fase finale.
Note:
Due punti a vittoria, uno a pareggio, zero a sconfitta.

#### Risultati
| Genova 27 luglio 1934 | Padova | 10 – 3 | Roma |  |

| Genova 27 luglio 1934 | Monza GRF M.Bianchi | 5 – 2 | Padova |  |

| Genova 27 luglio 1934 | Roma | 2 – 8 | Monza GRF M.Bianchi |  |

## Fase finale

### Primo turno
| Genova 29 luglio 1934 | Genova | 5 – 9 | Milan |  |

| Genova 29 luglio 1934 | Monza GRF M.Bianchi | 3 – 1 | Pubblico Impiego |  |

| Genova 29 luglio 1934 | Novara | 9 – 1 | Padova |  |

### Semifinale
| Genova 29 luglio 1934 | Milan | 3 – 1 | Monza |  |

### Finale scudetto
| Genova 29 luglio 1934 | Milan | 1 – 3 | Novara |  |

## Verdetti
| Verdetto               | Club               |
| ---------------------- | ------------------ |
| Campione d'Italia 1934 | Novara (5º titolo) |

### Squadra campione
| N° | Naz.              | Ruolo | Sportivo             |  |  |  |
| -- | ----------------- | ----- | -------------------- |  |  |  |
|    | Italia (bandiera) | E     | Francesco Cestagalli |  |  |  |
|    | Italia (bandiera) | E     | Carlo Ciocala        |  |  |  |
|    | Italia (bandiera) | P     | Alceo Concia         |  |  |  |
|    | Italia (bandiera) | E     | Piero Drisaldi       |  |  |  |
|    | Italia (bandiera) | E     | Luigi Gallina        |  |  |  |
|    | Italia (bandiera) | P     | Angelo Grassi        |  |  |  |
|    | Italia (bandiera) | E     | Fiorenzo Zavattaro   |  |  |  |

### Staff tecnico
- Allenatore:  Vittorio Masera
- Allenatore in seconda:
- Meccanico: